# David Blyth
Pour les articles homonymes, voir Blyth.
David Blyth est un réalisateur néo-zélandais né en 1956 à Auckland.

## Filmographie
- 1976 : Circadian Rhythms
- 1978 : Angel Mine
- 1980 : A Woman of Good Character
- 1983 : It's Lizzie to Those Close (TV)
- 1985 : Death Warmed Up
- 1990 : Red Blooded American Girl
- 1991 : My Grandfather Is a Vampire
- 1994 : Kahu & Maia
- 1995 : Next Level (The Call Up)
- 1997 : Rouge sang (Red-Blooded American Girl II)
- 2000 : Exposure (vidéo)
- 2002 : Bound for Pleasure (vidéo)
- 2002 : Our Oldest Soldier
- 2004 : Fish Tank Telly (vidéo)